# 左江水库
左江水库，位于中国广西壮族自治区西南部，是郁江支流左江上游的一座大（2）型水库，1990年动工兴建，2000年工程基本完工。水库控制流域面积26173平方千米，库容7.16亿立方米，库区包括左江干流上游、支流明江、黑水河下游河谷地区，水面面积34.49平方千米，回水长85.25千米。大坝位于崇左市江州区太平镇哝江村与宁明县亭亮乡辉村之间，为混凝土重力，坝高48.8米，坝长177米。水库以发电为主，兼顾灌溉、航运、水产养殖和旅游。河床式电站总装机容量3×2.4万千瓦，年发电量3.14亿千瓦时。